# Ti lascio una canzone
Ti lascio una canzone è stato un programma televisivo italiano di genere talent show e musicale, andato in onda in prima serata su Rai 1 dal 2008 al 2012 e riproposto poi nel 2014 e nel 2015, con la conduzione di Antonella Clerici.

## Il programma
Il programma è nato il 5 aprile 2008 da un'idea del regista Roberto Cenci, che ha voluto creare un talent show incentrato sulla musica selezionando anche gli interpreti in età compresa tra 10 e 16 anni nella prima edizione.
Le protagoniste dello show erano le più belle canzoni della storia della musica italiana e internazionale, spaziando dagli anni cinquanta agli anni duemila.
Il pubblico da casa vota con il televoto, mentre a commentare le esibizioni e ad assegnare il premio di qualità per la migliore interpretazione vi è una giuria di esperti del settore, di cantanti e di personaggi dello spettacolo.
Il cast di Ti lascio una canzone è stato inoltre ospite a diversi altri spettacoli televisivi come Porta a Porta, Volami nel cuore, Una notte a Sirmione, Miss Italia nel Mondo, Ballando con le stelle, ed anche al Festival di Sanremo 2010.
Il programma è una produzione di Rai 1 in collaborazione con Ballandi Multimedia scritto con Fabrizio Berlincioni, Beppe Bosin, Paolo Cucco, Giancarlo De Andreis, Simone Di Rosa, Carlo Pistarino, Cecilia Tanturri e Francesco Valitutti.
La scenografia è a cura di Gaetano Castelli, mentre l'orchestra è diretta dal maestro Leonardo De Amicis.
Lo show si è aggiudicato il nome di "miglior talent show televisivo del 2009" (nonché della televisione italiana), ricevendo così il 18 marzo 2010, a pochi giorni dalla messa in onda della 3ª edizione, il Premio Regia Televisiva - Oscar TV 2010.
Lo show ha vinto inoltre l'Oscar TV 2011 come miglior programma in assoluto dell'anno.
Il talent show ha inoltre lanciato diversi artisti molto apprezzati in tutta Europa tra cui il gruppo musicale de Il Volo (che ha vinto il Festival di Sanremo 2015 e successivamente ha rappresentato l'Italia all'Eurovision Song Contest 2015), Vincenzo Cantiello e Federica Falzon, che hanno partecipato al Junior Eurovision Song Contest 2014, il primo per l'Italia, vincendo, e la seconda per Malta, arrivando quarta, Andrea Faustini che ha partecipato a X Factor Uk nel 2014 classificandosi terzo, Michele Perniola che ha rappresentato la Repubblica di San Marino all'Eurovision Song Contest 2015, Alberto Urso che nel 2019 ha vinto la diciottesima edizione del talent show Amici di Maria De Filippi. Nel 2015 il programma è utilizzato anche per selezionare il rappresentante italiano al Junior Eurovision Song Contest 2015.
Location
| Location                                                           | Edizioni | Edizioni | Edizioni | Edizioni | Edizioni | Edizioni | Edizioni | Edizioni | Totale |
| Location                                                           | 1ª       | 2ª       | 3ª       | 4ª       | 5ª       | 6ª       | 7ª       | 8ª       | Totale |
| ------------------------------------------------------------------ | -------- | -------- | -------- | -------- | -------- | -------- | -------- | -------- | ------ |
| Teatro Ariston di Sanremo                                          |          |          |          |          |          |          |          |          | 2      |
| Auditorium Rai Domenico Scarlatti di Napoli                        |          |          |          |          |          |          |          |          | 2      |
| Auditorium Rai del Foro Italico di Roma                            |          |          |          |          |          |          |          |          | 3      |
| Studio 5 del Centro di Produzione Rai della DEAR-Nomentano di Roma |          |          |          |          |          |          |          |          | 1      |

## Edizioni
| Edizione | Periodo           | Periodo          | Puntate         | Conduzione        | Giuria            | Giuria             | Giuria                | Giuria                | Concorrenti | Vincitore                    | Vincitore                    | Canzone vincitrice                | Canzone vincitrice |
| Edizione | Inizio            | Fine             | Puntate         | Conduzione        | Giuria            | Giuria             | Giuria                | Giuria                | Concorrenti | Vincitore                    | Vincitore                    | Titolo                            | Interprete         |
| -------- | ----------------- | ---------------- | --------------- | ----------------- | ----------------- | ------------------ | --------------------- | --------------------- | ----------- | ---------------------------- | ---------------------------- | --------------------------------- | ------------------ |
| 1ª       | 5 aprile 2008     | 3 maggio 2008    | 5               | Antonella Clerici | Claudio Cecchetto | Claudio Cecchetto  | Barbara De Rossi      | Barbara De Rossi      | 22          | L' intero cast dei ragazzi   | L' intero cast dei ragazzi   | Il mio canto libero               | Lucio Battisti     |
| 2ª       | 4 aprile 2009     | 30 maggio 2009   | 9               | Antonella Clerici | Claudio Cecchetto | Claudio Cecchetto  | Barbara De Rossi      | Barbara De Rossi      | 39          | Gianluca Ginoble             | Gianluca Ginoble             | I migliori anni della nostra vita | Renato Zero        |
| 3ª       | 27 marzo 2010     | 29 maggio 2010   | 9               | Antonella Clerici | Stefano D'Orazio  | Stefano D'Orazio   | Barbara De Rossi      | Barbara De Rossi      | 42          | L' intero cast dei ragazzi   | L' intero cast dei ragazzi   | Girotondo intorno al mondo        | Sergio Endrigo     |
| 4ª       | 10 settembre 2010 | 10 dicembre 2010 | 10 + 3 speciali | Antonella Clerici | Massimiliano Pani | Stefania Sandrelli | Stefania Sandrelli    | Stefania Sandrelli    | 30          | Mattia Lever                 | Mattia Lever                 | I giardini di marzo               | Lucio Battisti     |
| 5ª       | 17 settembre 2011 | 23 dicembre 2011 | 11 + 3 speciali | Antonella Clerici | Massimiliano Pani | Orietta Berti      | Francesco Facchinetti | Francesco Facchinetti | 42          | Ștefan Cristian Atỉrgovitoae | Ștefan Cristian Atỉrgovitoae | Profeta non sarò                  | Demis Roussos      |
| 6ª       | 8 settembre 2012  | 8 dicembre 2012  | 13 + 2 speciali | Antonella Clerici | Massimiliano Pani | Pupo               | Cecilia Gasdia        | Non presente          | 49          | Michele Perniola             | Michele Perniola             | Earth Song                        | Michael Jackson    |
| 7ª       | 1º febbraio 2014  | 26 aprile 2014   | 12              | Antonella Clerici | Massimiliano Pani | Pupo               | Cecilia Gasdia        | Fabrizio Frizzi       | 42          | Vincenzo Carnì               | Federica Falzon              | Un amore così grande              | Claudio Villa      |
| 8ª       | 12 settembre 2015 | 28 novembre 2015 | 11              | Antonella Clerici | Massimiliano Pani | Lorella Cuccarini  | Chiara Galiazzo       | Fabrizio Frizzi       | 51          | Valentina Critelli           | Valentina Critelli           | I Will Always Love You            | Whitney Houston    |

## Audience
| Edizione | Rete televisiva | Anno | Stagione          | Programmazione | Programmazione | Programmazione | Programmazione | Programmazione | Programmazione | Programmazione | Media auditel  | Media auditel | Premiere       | Premiere | Finale         | Finale |
| Edizione | Rete televisiva | Anno | Stagione          | L              | M              | M              | G              | V              | S              | D              | Telespettatori | Share         | Telespettatori | Share    | Telespettatori | Share  |
| -------- | --------------- | ---- | ----------------- | -------------- | -------------- | -------------- | -------------- | -------------- | -------------- | -------------- | -------------- | ------------- | -------------- | -------- | -------------- | ------ |
| 1ª       | Rai 1           | 2008 | primavera         |                |                |                |                |                |                |                | 5 004 000      | 26,61%        | 4 147 000      | 21,61%   | 5 762 000      | 32,84% |
| 2ª       | Rai 1           | 2009 | primavera         | 6 711 000      | 33,29%         | 6 776 000      | 30,31%         | 6 775 000      | 38,83%         |                |                |               |                |          |                |        |
| 3ª       | Rai 1           | 2010 | primavera         | 6 126 000      | 29,42%         | 7 107 000      | 33,19%         | 5 173 000      | 29,45%         |                |                |               |                |          |                |        |
| 4ª       | Rai 1           | 2010 | estate-autunno    |                |                |                | 5 203 000      | 21,62%         | 5 802 000      | 27,36%         | 5 596 000      | 21,64%        |                |          |                |        |
| 5ª       | Rai 1           | 2011 | estate-inverno    |                |                | 4 371 000      | 19,47%         | 4 342 000      | 21,27%         | 5 104 000      | 21,61%         |               |                |          |                |        |
| 6ª       | Rai 1           | 2012 | estate-autunno    |                |                | 4 343 000      | 19,43%         | 3 776 000      | 20,77%         | 5 619 000      | 23,48%         |               |                |          |                |        |
| 7ª       | Rai 1           | 2014 | inverno-primavera |                | 4 340 000      | 18,79%         | 4 770 000      | 19,40%         | 4 622 000      | 20,07%         |                |               |                |          |                |        |
| 8ª       | Rai 1           | 2015 | estate-autunno    | 3 542 000      | 16,61%         | 3 216 000      | 17,28%         | 4 013 000      | 18,69%         |                |                |               |                |          |                |        |

## Controversie e chiusura
Come il precedente Bravo Bravissimo Festival (2002) e i seguenti Io canto (2010-2011, 2013) e The Voice Kids (2023 – in produzione), Ti lascio una canzone presentò forti analogie con manifestazioni canore tipo Canzonissima, il Festival di Sanremo, Un disco per l'estate o il Cantagiro, tanto per citarne alcune; tale particolarità suscitò polemiche, specialmente in rete e in ambito giornalistico, che portarono a definire la trasmissione "una caricaturale scimmiottatura di analoghe competizioni per adulti". Il programma, inoltre, fu oggetto di polemiche da parte di:
1. Antonio Marziale, presidente dell'Osservatorio sui Diritti dei Minori e consulente della Commissione Parlamentare per l'Infanzia e l'Adolescenza, che ne chiese la sospensione[3];
2. Alessandro Caspoli, direttore dell'Antoniano e presidente della giuria dello Zecchino d'Oro, il quale ritenne che certe situazioni oggetto dello show non si adattassero a bambini e adolescenti[4];
3. Elisabetta Gavasci Scala, responsabile dell'Osservatorio Media del MOIGE (MOvimento Italiano GEnitori) che si scagliò contro programmi tipo Bravo Bravissimo Festival, Ti lascio una canzone e Io canto, giudicandoli inadeguati in rapporto alla giovane età dei suoi concorrenti e accusandoli di strumentalizzare, spettacolarizzare e "adultizzare" i piccoli partecipanti.

Infatti, dopo l'8ª (e ultima) edizione, il programma venne cancellato per violazione del Codice di autoregolamentazione TV e minori.

## Esportazione del format
Il format, creato interamente in Italia, è stato esportato prima in Portogallo dove è andato in onda nel dicembre 2008 sulla rete privata nazionale TVI dal titolo Uma canção para ti riscuotendo ampio successo: l'ultima puntata ha raggiunto uno share del 62%. Successivamente, a marzo 2009 è andata in onda la seconda serie (11 puntate) con una media del 50,6% di share e sempre nello stesso anno c'è stata una terza edizione, mentre una quarta è iniziata a febbraio 2011. Nel 2022, lo spettacolo è ritornato su TVI con una quinta edizione.
Dopo il Portogallo, il format è approdato anche in Turchia a partire dal 2009 con il titolo Bir Şarkısın Sen ottenendo grandi risultati di ascolto e dove in una puntata è stato ospite Jacopo Menconi (partecipante della prima edizione) che ha duettato con il tenore turco Hakan Aysev.
Nel 2013, il format è stato esportato in Messico sul canale TV Azteca con il titolo La Academia Kids.
Il programma, a partire dal 2015 è sbarcato anche in Bolivia col titolo di Te regalo una canción riscuotendo un grande consenso da parte del pubblico.